# نوزاكي-كون من مجلة الفتيات الشهرية
نوزاكي-كون من مجلة الفتيات الشهرية
(باليابانية: 月刊少女野崎くん، بالروماجي: Gekkan Shōjo Nozaki-kun) هي سلسلة مانغا يابانية من تأليف ورسم إيزمي تسوباكي، نشرت من قبل سكوير إنكس في مجلة غانغان كوميكس، منذ 25 أغسطس عام 2011. أنتجت إلى مسلسل أنمي تلفزيوني من قبل استوديو دوغا كوبو، عرض الأنمي في 7 يوليو عام 2014 واستمر عرضه حتى 22 سبتمبر عام 2014، وتكون من 12 حلقة.

## القصة
تدور أحداث القصة تشيو ساكورا هي طالبة في المدرسة الثانوية، معجبة بزميلها أوميتارو نوزاكي، عندما تعترف بحبها له، يظن أنها معجبة ويعطيها توقيعه عندما تقول له إنها تريد أن تكون معه، يدعوها إلى منزله ويساعدها في تعلم رسم. تكتشف ساكورا أن نوزاكي هو في الواقع فنان شوجو مانغا مشهور يعمل تحت الاسم المستعار ساكيكو يومينو، توافق على أن تكون مساعدته من أجل الاقتراب منه.

## الشخصيات

### الشخصيات الرئيسية
تشيو ساكورا (باليابانية: 佐倉 千代، بالروماجي: Sakura Chiyo)
أداء صوتي: أري أوزاوا
أوميتارو نوزاكي (باليابانية: 野崎 梅太郎، بالروماجي: Nozaki Umetarō)
أداء صوتي: يويتشي ناكامورا
ميكوتا ميكوشيبا (باليابانية: 御子柴 実琴، بالروماجي: Mikoshiba Mikoto)
أداء صوتي: نوبوهيكو أوكاموتو
يوزوكي سيو (باليابانية: 瀬尾 結月، بالروماجي: Seo Yuzuki)
أداء صوتي: ميوكي ساواشيرو
يو كاشيما (باليابانية: 鹿島 遊، بالروماجي: Kashima Yū)
أداء صوتي: ماي ناكاهارا
ماسايوكي هوري (باليابانية: 堀 政行، بالروماجي: Hori Masayuki)
أداء صوتي: يوكي أونو
هيروتاكا واكاماتسو (باليابانية: 若松 博隆، بالروماجي: Wakamatsu Hirotaka)
أداء صوتي: ريوهيه كيمورا

### شخصيات أخرى
كين مياماي (باليابانية: 宮前 剣، بالروماجي: Miyamae Ken)
أداء صوتي: كينتا مياكي
ميتسويا ماينو (باليابانية: 前野 蜜也، بالروماجي: Maeno Mitsuya)
أداء صوتي: دايسكي أونو
يوكاري مياكو (باليابانية: 都 ゆかり، بالروماجي: Miyako Yukari)
أداء صوتي: أياكو كاواسومي
ماميكو (باليابانية: マミコ، بالروماجي: Mamiko)
أداء صوتي: ماري مياكي
سابورو سوزوكي (باليابانية: 鈴木 三郎، بالروماجي: Suzuki Saburō)
أداء صوتي: مامورو ميانو

## وصلات خارجية
- موقع الأنمي الرسمي باللغة اليابانية
- نوزاكي-كون من مجلة الفتيات الشهرية على موقع غانغان كوميكس باللغة اليابانية
- نوزاكي-كون من مجلة الفتيات الشهرية على موقع ANN manga (الإنجليزية)